# Erythronychia aperta
Erythronychia aperta là một loài ruồi trong họ Tachinidae.